# Haze
Haze är en förstapersonsskjutare, utvecklat av Free Radical Design och utgivet av Ubisoft som en exklusiv titel till Playstation 3 den 20 maj 2008. Korn har gjort musiken till spelet.

## Handling
Spelet utspelar sig i en nära framtid, och går ut på att huvudpersonen (spelaren), som är med i en privat armé, krigar mot rebellgrupper i Sydamerika.